# INF Vichy
INF Vichy, właśc. Institut National du Football de Vichy – francuska akademia piłkarska z siedzibą w Vichy.

## Historia
Akademia istniała w latach 1972–1988, a od 1973 do 1988 posiadała zespół uczestniczący w rozgrywkach trzeciej ligi (grupa Centre).

## Reprezentanci kraju grający w klubie
|  | - Éric Assadourian - Didier Christophe - Alain Couriol - Jean-Luc Ettori - Jean-Pierre Papin - Jacky Vidot - Noël Vidot |